# Lannoy-Cuillère

Lannoy-Cuillère este o comună în departamentul Oise, Franța. În 2009 avea o populație de 223 de locuitori.